# Ruprechtia brachysepala
Ruprechtia brachysepala är en slideväxtart som beskrevs av Meissn.. Ruprechtia brachysepala ingår i släktet Ruprechtia och familjen slideväxter. Inga underarter finns listade i Catalogue of Life.